# Puzur-Assur I
Puzur-Ashur I (Assur, ... – Assur, 1970 a.C.) è stato un re assiro.
Contemporaneo di Samium, re di Larsa, e di Shu-Ilishu, re di Isin, fu re di Assiria dal 1977 a.C. al 1970 a.C. circa, secondo la cronologia media. Detronizzò il suo predecessore Kikkia e fondò una dinastia che regnò sull'Assiria per oltre due secoli. Nella lista dei Sovrani di Assiria si trova al 31º posto, secondo di "coloro che furono degli antenati". Iscrizioni prodotte durante il regno di suoi antenati riferiscono che costruì vari templi dedicandoli ad Assur, ad Ištar ed Adad.
| predecessore: Kikkia | Re di Assiria 1977 a.C. - 1970 a.C. | successore: Shallim-ahhe |